# ペリヤパッティナム
ペリヤパッティナム（英語: Periyapattinam、タミル語: பெரியபட்டினம்）は、南インドのタミル・ナードゥ州、ラーマナータプラム県の東部、マンナール湾に面した村。
ラーマナータプラムの東方21 kmに位置するこの村は、歴史的な港湾でありマルコ・ポーロやイブン・バットゥータ等の著名な旅行者がこの港を利用している。10世紀にはパラキラマ・パッティナム（Parakirama Pattinam）と呼ばれていた。14世紀には汪大淵の著書『島夷誌略』の中に大八丹としてその名が見られる。
現在、この村の住人は主にタミル・ムスリムと呼ばれる人々で、村内にはモスクがある。